# 輔仁大學管理學院
輔仁大學管理學院，簡稱輔大管院、輔大管理學院，是輔仁大學的11所學院之一，始建於1963年創立的輔仁大學工商管理學系，現為國際商學榮譽學會（BGS）、國際耶穌會商管學院聯盟 （页面存档备份，存于）（IAJBS）會員。
2005年4月22日，輔大管院取得國際商管學院促進協會（AACSB）正式認證，是大中華地區（香港除外）第一所受到確認的全球前5%頂尖商學院。

## 沿革
- 1963年，成立工商管理學系。
- 1964年，工商管理學系改名「企業管理學系」，隸屬輔仁大學法學院。
- 1964年，成立商學院，下轄經濟學系、企業管理學系（市場管理組、生產管理組、財務管理組）及會計統計學系（會計組、統計組）。
- 1972年，經濟學系改隸法學院，會計統計學系分立會計學系、統計學系。
- 1973年，增設國際貿易學系、電子計算機中心。
- 1981年，增設資訊管理學系，是全臺第一個資管系。
- 1982年，商學院改名管理學院。

## 學術成就
輔大管院與西班牙、美國3校合辦的管理學院跨國碩士課程（Master of Global Entrepreneurial Management，MGEM）獲英國《金融時報》評為全球第31名、全臺第1名，領先政大（第96名）、中山（第98名） 。
另依據在歐洲擁有廣大聲譽的「Eduniversal商學院排名網」:
- 管理學院碩士班排名

輔大管院一系列碩士班課程，在遠東地區（Far East Asia）擁有頂尖排名，其中4門碩士課程獲評全臺第一：
- - 會計學碩士（Master in Accounting）：遠東第19名/全臺第三。
  - 商業管理MBA（MBA in Business Management）：遠東第17名。
  - 資訊管理碩士（Master in Information Management）：遠東第13名/全臺第二。
  - 科技管理碩士（Master in Technology Management）：遠東第13名/全臺第一。
  - 應用統計碩士（Master in Applied Statistics）：遠東第15名/全臺第一。
  - 全球創業暨工商管理碩士（MBA in Global Entrepreneurial Management and Business Administration）：遠東第66名/全臺第一。
  - 金融學碩士（Master in Finance）：遠東第67名/全臺第一。

- 世界1000大商學院排名

依據2008年迄今的資料，臺灣有7所大學的商管學院被分別列入世界1000大商學院，其中輔大位在「卓越商學院」（EXCELLENT Business Schools，國內主要）之列，排名為世界前700大、全台第5，亦為私立大學第一。
| 排序 | 等級分層   | 推薦程度 （2019） | 推薦程度（2014） | 推薦程度（2013） | 推薦程度（2009） | 推薦程度（2008） | 大學名稱                 |
| 1    | 全面商學院 | 325 ‰             | 252 ‰            | 235 ‰            | 186 ‰            | 237 ‰            | 國立臺灣大學管理學院     |
| 2    | 頂尖商學院 | 143 ‰             | 164 ‰            | 160 ‰            | 93 ‰             | 117 ‰            | 國立政治大學商學院       |
| 3    | 頂尖商學院 | 133 ‰             | 140 ‰            | 142 ‰            | 136 ‰            | 118 ‰            | 國立中山大學管理學院     |
| 4    | 卓越商學院 | 192 ‰             | 104 ‰            | 105 ‰            | 109 ‰            | 70 ‰             | 國立臺灣科技大學管理學院 |
| 5    | 卓越商學院 | 108 ‰             | 60 ‰             | 67 ‰             | 78 ‰             | 61 ‰             | 輔仁大學管理學院         |
| 6    | 卓越商學院 | 103 ‰             | 56 ‰             | 82 ‰             | 120 ‰            | 70 ‰             | 國立交通大學管理學院     |
| 7    | 好的商學院 | 138 ‰             | 72 ‰             | 89 ‰             | 35 ‰             | 10 ‰             | 國立成功大學管理學院     |

## 系所單位

### 學士班
- 商業管理學士學位學程

### 學、碩士（專）班
- 企業管理學系
- 會計學系
- 統計資訊學系
- 金融與國際企業學系
- 資訊管理學系

### 碩士（專）班
- 科技管理碩士學位學程
- 國際創業與經營管理碩士學位學程
- 國際經營管理碩士班（MBA）
- 社會企業碩士在職學位學程
- 企業管理碩士班
- 企業管理碩士在職專班
- 會計碩士班
- 會計碩士在職專班
- 金融碩士班
- 金融碩士在專班
- 統計碩士班
- 統計碩士在職專班
- 資訊管理碩士班
- 資訊管理碩士在職專班

### 博士班
- 商學研究所

## 研究中心
- 公司治理與企業倫理
- 社會企業
- 雲端服務
- 服務設計

## 外部連結
- 天主教輔仁大學管理學院 （页面存档备份，存于）